# مارک وایلدینگ
مارک وایلدینگ (به انگلیسی: Mark Wilding) تهیه‌کننده تلویزیونی آمریکایی است که دو بار نامزد دریافت جایزه امی شده‌است.از بهترین سریال‌های او می‌توان به سریال آناتومی گری و طلسم‌شده اشاره کرد.